# Napeogenes ithra
Napeogenes ithra är en fjärilsart som beskrevs av William Chapman Hewitson 1855. Napeogenes ithra ingår i släktet Napeogenes och familjen praktfjärilar. Inga underarter finns listade i Catalogue of Life.